# Glycaspis neureta
Glycaspis neureta är en insektsart som beskrevs av Moore 1970. Glycaspis neureta ingår i släktet Glycaspis, och familjen rundbladloppor. Inga underarter finns listade.